# Xabier Markiegi
Xabier Markiegi Candina (Bilbao, 30 décembre 1938 - Aguadulce, 28 mars 2021) est un homme politique espagnol.

## Biographie
Il est membre du Parlement basque de 1981 à 1994, militant au sein du parti de la Gauche basque. Il est ensuite l'Ararteko (Ombudsman) du Pays basque entre 1995 et 2000. Dans les années 1980, il participe à des négociations infructueuses qui avaient pour but la dissolution du groupe armé ETA.
Markiegi est décédé dans la ville d'Aguadulce le dimanche 28 mars 2021,.